# Horiv, Ostroh
Horiv (în ucraineană Хорів) este localitatea de reședință a comunei Horiv din raionul Ostroh, regiunea Rivne, Ucraina.

## Demografie
Componența lingvistică a localității Horiv
     Ucraineană (98,9%)
     Alte limbi (0,88%)
Conform recensământului din 2001, majoritatea populației localității Horiv era vorbitoare de ucraineană (98,9%), existând în minoritate și vorbitori de alte limbi.